# Lecane kutikowa
Lecane kutikowa is een raderdiertjessoort uit de familie Lecanidae. De wetenschappelijke naam van deze soort is voor het eerst geldig gepubliceerd in 1972 door Koste.